# Harrington Park
Harrington Park ist eine Stadt im Bergen County, New Jersey, USA. Das U.S. Census Bureau hat bei der Volkszählung 2020 eine Einwohnerzahl von 4.741 ermittelt.

## Geographie
Die geographischen Koordinaten der Stadt sind 40°59'22" nördliche Breite und 73°58'47" westliche Länge.
Nach dem amerikanischen Vermessungsbüro hat die Stadt eine Gesamtfläche von 5,4 km², wovon 4,8 km² Land und 0,5 km² (10,14 %) Wasser ist.

## Geschichte
Der National Park Service weist für Harrington Park vier Häuser im National Register of Historic Places (NRHP) aus (Stand 28. November 2018).

## Demographie
Nach der Volkszählung von 2000 gibt es 4.740 Menschen, 1.563 Haushalte und 1.344 Familien in der Stadt. Die Bevölkerungsdichte beträgt 983,9 Einwohner pro km². 83,52 % der Bevölkerung sind Weiße, 0,68 % Afroamerikaner, 0,04 % amerikanische Ureinwohner, 14,66 % Asiaten, 0,00 % pazifische Insulaner, 0,63 % anderer Herkunft und 0,46 % Mischlinge. 2,57 % sind Latinos unterschiedlicher Abstammung.
Von den 1.563 Haushalten haben 44,4 % Kinder unter 18 Jahre. 78,4 % davon sind verheiratete, zusammenlebende Paare, 6,1 % sind alleinerziehende Mütter, 14,0 % sind keine Familien, 12,2 % bestehen aus Singlehaushalten und in 7,4 % Menschen sind älter als 65. Die Durchschnittshaushaltsgröße beträgt 3,03, die Durchschnittsfamiliengröße 3,31.
28,6 % der Bevölkerung sind unter 18 Jahre alt, 5,0 % zwischen 18 und 24, 25,3 % zwischen 25 und 44, 28,3 % zwischen 45 und 64, 12,8 % älter als 65. Das Durchschnittsalter beträgt 40 Jahre. Das Verhältnis Frauen zu Männer beträgt 100:94,7, für Menschen älter als 18 Jahre beträgt das Verhältnis 100:91,0.
Das jährliche Durchschnittseinkommen der Haushalte beträgt 100.302 USD, das Durchschnittseinkommen der Familien 105.223 USD. Männer haben ein Durchschnittseinkommen von 71.776 USD, Frauen 42.833 USD. Der Prokopfeinkommen der Stadt beträgt 39.017 USD. 2,9 % der Bevölkerung und 1,8 % der Familien leben unterhalb der Armutsgrenze, davon sind 4,6 % Kinder oder Jugendliche jünger als 18 Jahre und 1,2 % der Menschen sind älter als 65.

## Töchter und Söhne der Stadt
- Jack Simes (* 1942), Radrennfahrer